# Bruno Bettelheim
Bruno Bettelheim (Beč, 28. kolovoza 1903. – Silver Spring, 13. ožujka 1990.), američki psihoanalitičar, dječji psiholog i pisac austrijsko-židovskog porijekla.